# The German Emperor Reviewing His Troops
The German Emperor Reviewing His Troops je britský krátký film z roku 1895. Režisérem a producentem je Birt Acres (1854–1918). Film byl natočen v roce 1895 a zobrazuje německého císaře Viléma II. na vojenské přehlídce v Kielu. V Německu byl film promítán pod názvem Der Deutsche Kaiser nimmt die Parade in Kiel a ve Spojených státech pod názvem Kaiser Wilhelm Reviewing His Troops.
Birt Acres natočil císaře krátce předtím už ve filmu Opening of the Kiel Canal, kdy slavnostně otevřel Kielský průplav. Jeho filmové nahrávky pravděpodobně rozhodujícím způsobem přispěly k tomu, že císař vyvinul velký zájem o toto nové médium, které začal používat dříve než ostatní panovníci.